# Orbost
Orbost est une ville du comté d'East Gippsland, dans le Victoria, en Australie, à 375 km à l'est de Melbourne et à 235 km au sud de Canberra où la Princes Highway traverse la Snowy River. Elle est située à 16 km de la ville de Marlo sur la côte de Bass Strait. Au recensement de 2006, Orbost avait une population de 2 452 habitants. Orbost est un centre important pour l'agriculture locale, avec l'industrie de la viande, du lait et de la transformation de céréales. Plus récemment, le tourisme devient une activité importante, grâce à sa situation près de parcs nationaux comme le parc national de Snowy River, le parc national d'Alpine, le parc national d'Errinundra, le parc national de Croajingolong et le parc côtier de cap Conran.